# Monsieur Jadis ou l'École du soir
Monsieur Jadis ou l'École du soir est un roman d'Antoine Blondin, paru en 1970.

## Histoire
Le narrateur évoque ses souvenirs de jeunesse dans le Saint-Germain-des-Prés des années 1950 avec, pour fil d’Ariane, la fin de sa liaison avec Odile, une mélomane. Ses bonnes résolutions ne tiennent jamais longtemps, face aux sollicitations des nuits parisiennes.

## Contenu
L’analyse d’une crise passionnelle, les états d’âme d’un être à la dérive — tiraillé entre des velléités de vie rangée et l’appel de la nuit — servent à lier entre elles des scènes de bamboche qui se terminent toutes au commissariat.
Monsieur Jadis vaut donc par ses personnages hauts en couleur (les écrivains Vidalie et Silvagni, le sculpteur Dieulefils, la clocharde Popo), par les morceaux de bravoure (les séances de pose du président Coty, la reconstitution de la bataille d’Austerlitz) et par les bonheurs d’expression qui ont établi la réputation de l’auteur et qui, dans certaines pages de ce livre, surgissent en rangs serrés.

## Adaptation
Le livre est adapté en 1975 pour la télévision par Michel Polac, sous le titre Monsieur Jadis, avec Claude Rich (monsieur B., dit Jadis), Élina Labourdette (la mère de monsieur B.), Édith Scob (l'ancienne madame B.), Maurice Teynac (Roger), Mireille Franchini (Popo), Nicole Chomo (madame Blanche) et Henri Czarniak (Robert).